# Alós Sobirà
Alós Sobirà és un despoblat del terme municipal d'Alt Àneu, a la comarca del Pallars Sobirà. Era un dels dos nuclis que formaven el poble d'Alós. L'altre, Alòs Jussà, és l'actual poble d'Alós.
És a l'oest-nord-oest d'Alós, a uns 600 metres de l'església de Sant Lliser d'Alós.

## Etimologia
La primera part del topònim procedeix del poble principal del qual formava part, Alós. La segona part és l'adjectiu català medieval que significa el de dalt, o superior.